# غرفة مياو

رسم توضيحي للنظام الكفهي و موقع غرفة مياو

غرفة مياو أو حجرة مياو هي أكبر غرفة كهف معروفة من حيث الحجم في العالم. وهو جزء من نظام كهف جيبيه(Gebihe) الذي يقع في حديقة زيون جيتو(Ziyun Getu He) الوطنية في ريف زيون (Ziyun Miao) بمقاطعة قويتشو الصينية. يذكر ان الغرفة التي اكتشفتها بعثة فرنسية تدعى جيبهيه89 في عام 1989، يبلغ طولها 852 مترا (2.795 قدم) وعرضها 191 مترا (627 قدما) وتبلغ مساحتها 154.500 متر مربع (1.663.000 قدم مربع) 10,780,000 متر مكعب (381,000,000 قدم مكعب). في عام 2013 قام أعضاء بعثة بريطانية بقياس الغرفة باستخدام ماسحات ليزر ثلاثية الأبعاد.

## الجيولوجيا والتشكيل
لأكثر من 600 مليون سنة، كانت المنطقة التي يقع فيها نظام كهف جيبيه مغطاة بالبحر، وخلال هذه الفترة تراكمت الأميال من طبقات سميكة من الرواسب، بما في ذلك الحجر الجيري. ثم أرتفعت المنطقة ومن ثم تآكل طبقة الحجر الجيري أدى إلى خلق نظام الكهف الهائل اليوم.
ويمتد النظام في الحجر الجيري والدولوميت من العصر الفحمي والبيرمي. تم قطع مستويات الكهوف القديمة من قبل التعرية ومتابعة خفض مستوى القاعدة الناجم عن رفع العصر الثالث.

## روابط خارجية
- رحلة داخل الكهف لناشونال جيوغرافيك